# Лашкевичи
Лашкевичи — дворянский род.
Восходит к XVI веку, в начале XVII века переселился в Малороссию. Украинская ветвь берет начало от казака Стародубского полка Тихона (Тишка) Гавриловича, по прозвищу Лашко (2-я пол. XVII в.).
Род внесён в VI часть Дворянской родословной книги Черниговской губернии Российской империи.

## История рода
Фамилия Лашкевич, происходит из древнего польского шляхетства. Иван Лашка от короля польского Сигизмунда Августа жалован грамотою на земли (1563). Его потомки переселились и приняли подданство России. Лашкевич, штабс-капитан 20-го егерского полка, погиб в сражении при Смоленске (4-7 августа 1812), его имя занесено на стену храма Христа Спасителя в г. Москва.

## Описание герба

#### Герб. Часть VII. № 161.
В голубом поле находится золотая шестиугольная звезда, под которой — луна рогами вверх, сделанная из того же металла .
На щите расположен дворянский коронованный шлем. Нашлемник: павлиньи перья, на которых видно звезду с луною. Намёт на щите голубой, подложенный золотом. Герб рода Лашкевичей внесён в 7 часть Общего гербовника дворянских родов Всероссийской империи на странице 161.

#### Малороссийский гербовник
Герб потомства Тихона Гавриловича Лашка, мещанина Стародубовского (1677): в щите, имеющем голубое поле, изображены золотая шестиугольная звезда и под ней золотая луна рогами вверх. Щит увенчан дворянским шлемом и короной с павлиньими перьями, на которых видны звезда с луною. Намёт на щите голубой, подложен золотом.

## Представители рода
- Лашкевич, Александр Степанович (1842—1889) — известный любитель южно-русской истории.